# Alan Partridge: Alpha Papa
Alan Partridge: Alpha Papa (estrenada simplemente como Alan Partridge en los Estados Unidos) es una película de comedia británica de 2013 protagonizada por Steve Coogan como Alan Partridge, un presentador ficticio que ha interpretado en varios programas de radio y televisión de la BBC desde 1991. Fue dirigida por Declan Lowney y escrita por Coogan, Armando Iannucci, Peter Baynham y Neil y Rob Gibbons. Colm Meaney coprotagonizó a Pat Farrell, un DJ que toma rehenes después de ser despedido de la estación de radio de Partridge; Partridge se alista como negociador.
La fotografía principal comenzó el 7 de enero de 2013 en Norwich y Mitcham, Alpha Papa se estrenó el 24 de julio de 2013 en el Hollywood Cinema de Anglia Square, Norwich. Fue estrenada en el Reino Unido e Irlanda el 7 de agosto de 2013 por StudioCanal UK, donde se estrenó en el número uno de taquilla. Magnolia Pictures distribuyó la película en Estados Unidos. La película recibió una acogida positiva y recaudó 9.8 millones de dólares con un presupuesto de 4 millones de libras esterlinas. También recibió una nominación al premio Grand Marnier Fellowship Award a la mejor película. El 21 de noviembre de 2013 se publicó un libro del guion.

## Reparto
Varios personajes de I'm Alan Partridge aparecen en la película. Junto a Steve Coogan como Partridge están su asistente personal Lynn Benfield (Felicity Montagu), el DJ rival de Phil Cornwell, Dave Clifton, y Simon Greenall como el excéntrico amigo Geordie de Alan, Michael. El comediante y poeta Tim Key retoma su papel de Sidekick Simon de la serie Mid Morning Matters, mientras que Colm Meaney, que comparte cartel junto a Coogan en la publicidad de la película, interpreta a Pat Farrell, el simpático villano.
- Steve Coogan como Alan Partridge
- Colm Meaney como Pat Farrell
- Felicity Montagu como Lynn Benfield
- Simon Greenall como Michael
- Phil Cornwell como DJ Dave Clifton
- Sean Pertwee como Steve Stubbs
- Anna Maxwell Martin como Janet Whitehead
- Darren Boyd como Martin Fitch
- Nigel Lindsay como Jason Cresswell
- Karl Theobald como Greg Frampton
- Simon Delaney como Don
- Monica Dolan como Angela Ashbourne
- Tim Key como Simon Denton
- Paul Blackwell como Policía
- Dustin Demri-Burns como Danny Sinclair
- Simon Kunz como Conner Scott
- Jessica Knappett como Policía
- Darren Deans como Locutor de radio

## Producción
Alan Partridge, interpretado por Steve Coogan, fue creado para el programa de comedia On The Hour de BBC Radio 4 de 1991, una parodia de la radiodifusión británica de actualidad. El personaje pasó a aparecer en una serie de producciones de radio y televisión, entre ellas Knowing Me, Knowing You y I'm Alan Partridge.
Los rumores sobre una película de Alan Partridge comenzaron en agosto de 2004, cuando apareció un pequeño artículo en el periódico Metro que afirmaba que Coogan había recibido luz verde de un estudio estadounidense para una película de Partridge. Según se informa, Coogan dijo: "Siempre ha sido mi plan hacer que Alan se vuelva global. En realidad, es para lo que vive, no sólo para hacer el programa en Radio Norwich". En abril de 2005, la productora de Coogan, Baby Cow, anunció que se planeaba una película de Alan Partridge. Más tarde se reveló que la película involucraría un asedio de Al Qaeda, pero debido a las sensibilidades de tal argumento después de los Atentados del 7 de julio de 2005 en Londres, el proyecto se suspendió. El dramaturgo Patrick Marber, cuyas primeras colaboraciones con Coogan incluyeron The Day Today y Knowing Me Knowing You with Alan Partridge, también habían estado trabajando en el guion, mientras que la actriz Felicity Montagu, que interpreta a Lynn, la asistente personal de Partridge, también confirmó que hubo discusiones sobre la película.
En noviembre de 2007 se publicaron más detalles de la película. La trama de la película involucraba a Alan Partridge intentando otro regreso de la radio local, solo para ver sus ambiciones frustradas cuando terroristas del Medio Oriente secuestran las oficinas de la BBC. Coogan había escrito algunos diálogos, pero en ese momento no estaba seguro de si quería volver a visitar Partridge. En 2010, el cocreador de Partridge, Armando Iannucci, confirmó que la historia había sido acordada y no se basaría en el viaje de Partridge a los Estados Unidos. Mientras tanto, el personaje fue revivido para una serie web, Mid Morning Matters with Alan Partridge, así como para dos especiales únicos producidos para Sky Atlantic.
En 2012, Iannucci declaró que la película, aún sin título, estaba en preproducción y se filmaría más adelante ese mismo año para su estreno en el Reino Unido en 2013, y sería dirigida por Declan Lowney, famoso por Father Ted. La película es una coproducción entre Baby Cow Productions, BBC Films, BFI Film Fund y StudioCanal. La película tuvo un presupuesto de 4 millones de libras esterlinas. Fue estrenada en el Reino Unido por StudioCanal. En marzo de 2013, un avance de la película reveló que el título era Alan Partridge: Alpha Papa.

## Estreno
Después de una campaña llamada "Anglia Square, not Leicester Square", el estreno mundial se llevó a cabo en Anglia Square, Norwich, el 24 de julio de 2013 con Coogan apareciendo en el personaje. Steve Coogan saludó a sus aficionados en Anglia Square antes de ser llevado en helicóptero a Londres para asistir a un estreno completo en Leicester Square.
En su primer fin de semana, la película recaudó £2,18 millones en la taquilla del Reino Unido, superando a Percy Jackson y el mar de los monstruos y Grown Ups 2 en el puesto número uno. Hasta el 22 de septiembre de 2013, Alpha Papa había recaudado un total de £6,12 millones en la taquilla del Reino Unido. Fue estrenada en el Reino Unido en DVD y Blu-ray el 2 de diciembre de 2013.